# Борисовский завод пластмассовых изделий
ОАО «Борисовский завод пластмассовых изделий» (ОАО «БЗПИ»; бел. Барысаўскі завод пластмасавых вырабаў) — белорусская компания по производству изделий из пластмасс и переработке пластиковых отходов, расположенная в городе Борисове Минской области.

## История
Завод строился в 1963—1965 годах. В 1965—1970 годах завод подчинялся управлению химической промышленности Совета Министров Белорусской ССР, в 1970-м году вошёл в состав объединения «Союзхимпласт» Министерства химической промышленности СССР. В 1991—1992 году — в подчинении Госкомитета Республики Беларусь по промышленности и межотраслевым производствам, в 1992—1994 годах — в подчинении Комитета по нефти и химии при Совете Министров Республики Беларусь, в 1994—1997 годах — в концерне «Белхим», с 1997 года — в концерне «Белнефтехим». В 2000 году завод преобразован в республиканское унитарное предприятие, в 2003 году — в открытое акционерное общество. В 2007 году к компании был присоединён Борисовский завод бытовой химии. В 2013 году начался процесс передачи предприятия в состав холдинга «Белресурсы».

## Современное состояние
Предприятие выпускает пластмассовые трубы и фитинги, плёнку и изделия из неё, хозяйственные изделия из пластмасс, контейнеры для сбора отходов,пластмассовую тару, стиральные порошки, чистящие и моющие средства. В 2017 году на заводе запущена установка по переработке вторичных полимерных отходов полиэтилена повышенной загрязненности, извлекаемых из ТКО, и производству вторичных полимерных гранул (регранулята). По состоянию на 2019 год завод является одним из двух предприятий в Республике Беларусь, осуществляющих переработку загрязнённых полимеров (второе предприятие — «Белвторполимер» в Гродно).